# Stadion Nioman w Grodnie
Stadion Nioman – wielofunkcyjny stadion sportowy w Grodnie, na Białorusi. Został otwarty w 1963 roku. Trybuny obiektu mogą pomieścić do 8800 widzów. Swoje spotkania rozgrywa na nim drużyna Nioman Grodno.

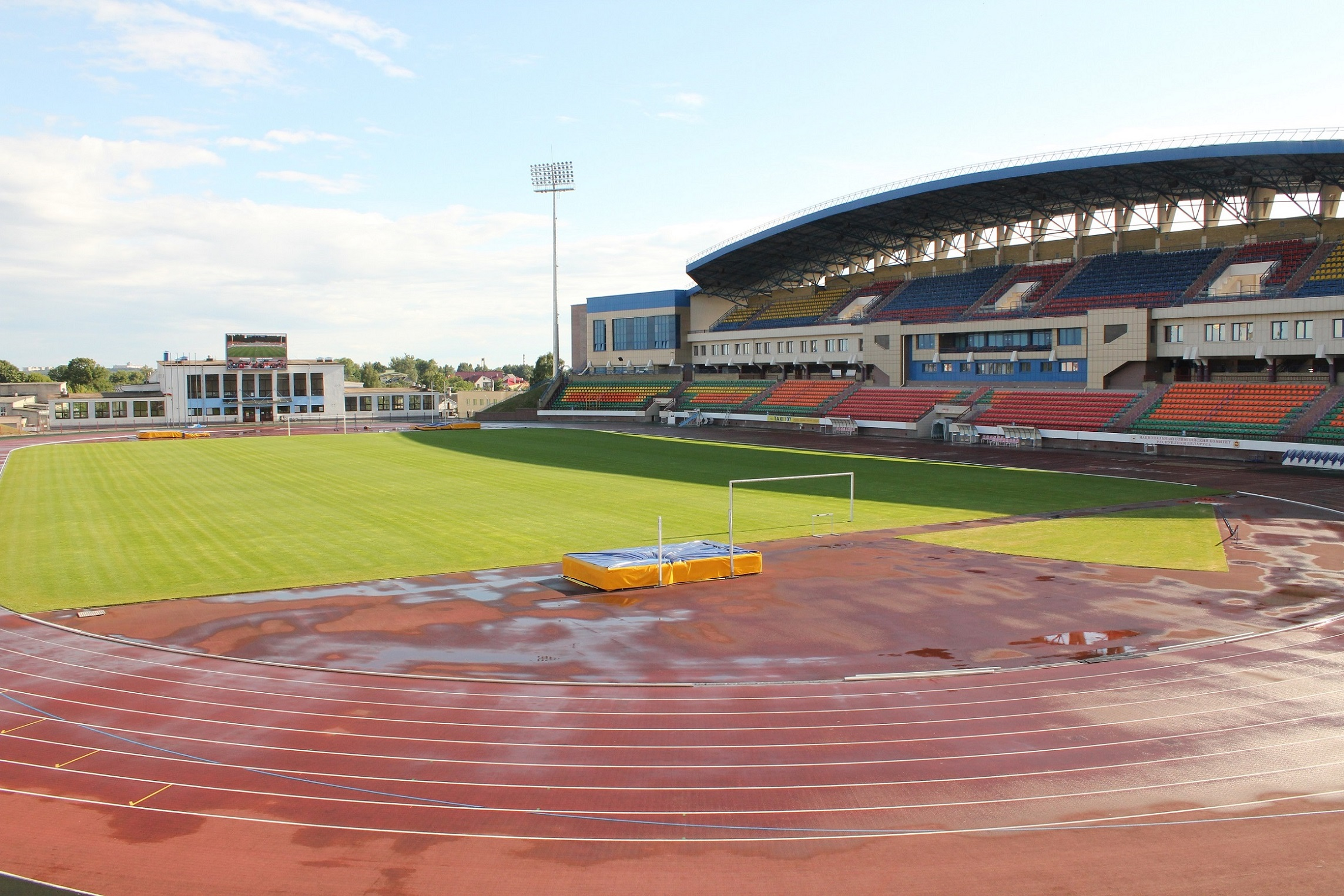